# Теорема Тевенена

Будь-яке електричне коло електрично еквівалентне ідеальному джерелу напруги з увімкненим послідовно з ним резистором.

Теорема Тевенена (теорема Тевеніна, теорема Тевеніна — Гельмгольца) — твердження про те, що будь-яке джерело можна еквівалентно замінити послідовно з'єднаними ідеальним джерелом напруги та внутрішнім опором; двоїсте твердження до теореми Нортона про еквівалентну заміну довільного кола на паралельно з'єднані ідеальне джерело струму та внутрішній опір.
Вперше сформулював Герман фон Гельмгольц 1853 року і, незалежно від нього, французький інженер-електрик Леон Шарль Тевенен 1883 року.

## Формулювання
Для лінійних електричних кіл теорема стверджує, що будь-яке електричне коло, що має два виводи і складається з довільної комбінації джерел напруги, джерел струму і резисторів (опорів), електрично для цих двох виводів еквівалентне колу з одним ідеальним джерелом напруги з ЕРС {\displaystyle V} та одним резистором {\displaystyle R}, з'єднаним послідовно із цим джерелом напруги.
Інакше кажучи, струм у будь-якому опорі {\displaystyle Z_{n}}, приєднаному до одного з вибраних кіл, дорівнює струму в цьому самому опорі {\displaystyle Z_{n}}, приєднаному до ідеального джерела напруги з напругою, що дорівнює напрузі холостого ходу кола (напрузі на цих затискачах коли до них нічого не підключено), і внутрішнім опором {\displaystyle Z_{i}}, рівним повному опору зовнішнього кола, визначеному з боку затискачів {\displaystyle Z_{n}} за умови, що всі джерела всередині ланцюга замінено повними опорами, рівними повним внутрішнім опорам цих джерел.
Тобто, експериментально, параметри еквівалентної заміни «чорної скриньки» з двома виводами визначаються з двох вимірів — досліду холостого ходу та досліду короткого замикання. Нехай напруга на затискачах (виводах) за холостого ходу буде {\displaystyle V,} а струм короткого замикання цих затискачів {\displaystyle I,} тоді:
{\displaystyle V_{th}=V} і {\displaystyle R_{th}=V/I}
де {\displaystyle V_{th}} — ЕРС ідеального джерела напруги в еквівалентній заміні,
{\displaystyle R_{th}} — опір резистора, увімкненого послідовно з джерелом у еквівалентній заміні.
Якщо відома структура та параметри деякого кола, формально можна обчислити параметри еквівалентної заміни. При цьому для визначення еквівалентного опору всі ідеальні джерела напруги, що входять у коло, подумки закорочуються і обчислюється опір отриманого кола між затискачами, що розглядаються. Далі, користуючись, наприклад, правилами Кірхгофа обчислюється напруга на затискачах. Отримані опір та напруга якраз і будуть параметрами еквівалентної заміни.
Теорема також застосовна для ланцюгів синусоїдального змінного струму в усталеному режимі, але при цьому враховуються не активні опори, струми і напруги, а, відповідно, імпеданси і комплексні амплітуди струмів і напруг.

## Обчислення параметрів еквівалентного джерела
1. ЕРС еквівалентного джерела обчислюють у режимі холостого ходу, тобто знаходять напругу між точками А і В без підключеного навантаження.
2. Внутрішній опір еквівалентного джерела можна визначити двома способами.
2.1. Усі джерела ЕРС у колі замінюють закороченням, усі джерела струму — розривом кола. Знаходять опір кола між точками А і В. Цей опір дорівнюватиме внутрішньому опору еквівалентного джерела.
2.2. Точки А та В закорочують і знаходять струм короткого замикання. Внутрішній опір еквівалентного джерела обчислюють як відношення ЕРС, знайденої в п. 1 до струму короткого замикання.

## Приклад обчислення параметрів еквівалентної заміни
1. Початкове електричне коло
2. Обчислення еквівалентної ЕРС
3. Обчислення опору еквівалентного резистора - джерело напруги подумки закорочено
4. Результат еквівалентної заміни

Обчислення еквівалентної напруги (ЕРС) — напруга, що знімається з резистивного подільника напруги, складеного з опорів {\displaystyle R_{4},R_{3},R_{2}}, оскільки розраховуємо режим холостого ходу, струм через резистор {\displaystyle R_{1}=0} і падіння напруги на ньому нульове:
{\displaystyle V_{\mathrm {Th} }={R_{2}+R_{3} \over (R_{2}+R_{3})+R_{4}}\cdot V_{\mathrm {1} }=}
{\displaystyle ={1\,\mathrm {k} \Omega +1\,\mathrm {k} \Omega  \over (1\,\mathrm {k} \Omega +1\,\mathrm {k} \Omega )+2\,\mathrm {k} \Omega }\cdot 15\,\mathrm {V} =}
{\displaystyle ={1 \over 2}\cdot 15\,\mathrm {V} =7.5\,\mathrm {V} .}

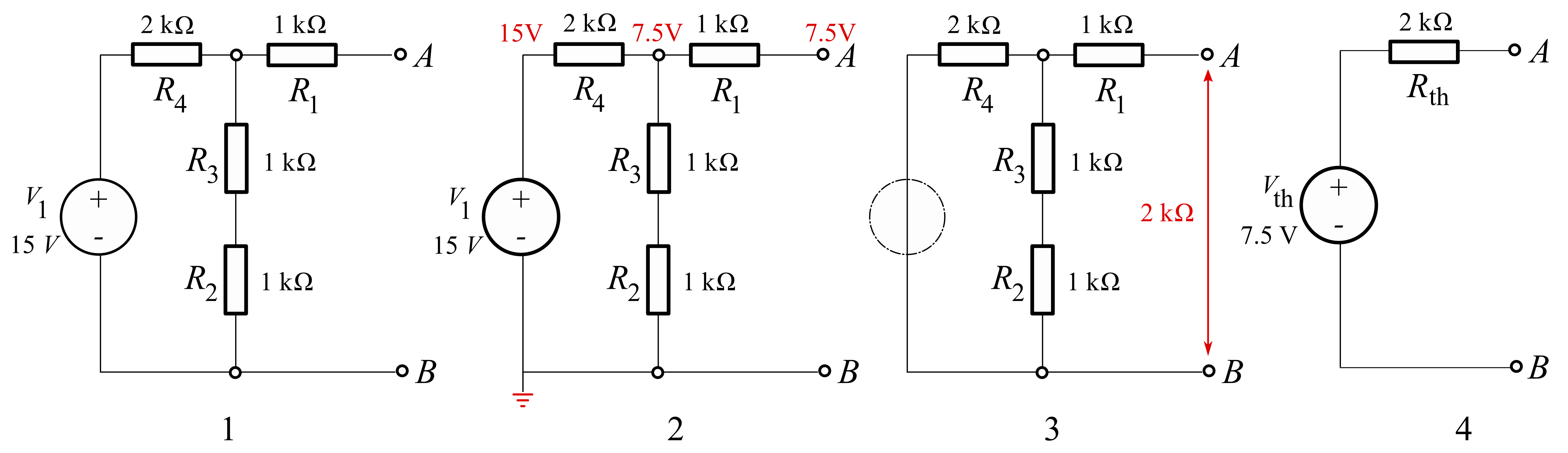

Обчислення еквівалентного опору, джерело напруги закорочено:
{\displaystyle R_{\mathrm {Th} }=R_{1}+\left[\left(R_{2}+R_{3}\right)\|R_{4}\right]=}
{\displaystyle =1\,\mathrm {k} \Omega +\left[\left(1\,\mathrm {k} \Omega +1\,\mathrm {k} \Omega \right)\|2\,\mathrm {k} \Omega \right]=}
{\displaystyle =1\,\mathrm {k} \Omega +\left({1 \over (1\,\mathrm {k} \Omega +1\,\mathrm {k} \Omega )}+{1 \over (2\,\mathrm {k} \Omega )}\right)^{-1}=2\,\mathrm {k} \Omega .}
Тут символом {\displaystyle \|} позначено опір паралельного з'єднання резисторів {\displaystyle R_{4}} і {\displaystyle R_{2}+R_{3}.}